# Szurdoki ökörszem
A szurdoki ökörszem (Catherpes mexicanus) a madarak osztályának verébalakúak (Passeriformes) rendjébe és az ökörszemfélék (Troglodytidae) családjába tartozó Catherpes nem egyetlen faja.
A magyar név forrással nincs megerősítve.

## Előfordulása
Kanada, az Amerikai Egyesült Államok és Mexikó területén honos. A természetes élőhelye köves, bokros részek.

## Alfajai
- Catherpes mexicanus pallidior A. R. Phillips, 1986
- Catherpes mexicanus conspersus Ridgway, 1873
- Catherpes mexicanus albifrons (Giraud, 1841)

## Megjelenése
Testhossza 11–19 centiméter, szárnyfesztávolsága 19 centiméter, testtömege pedig 9–18 gramm.

## Életmódja
Pókokkal, bogarakkal, hangyákkal és termeszekkel táplálkozik.

## Szaporodása
Sziklákra, emberi építményekre készíti nyitott csésze alakú fészkét. Fészekalja 3-7 tojásból áll, melyen csak a tojó kotlik 12-18 napig.